# Cymatella
Cymatella es un género de hongos en la familia Marasmiaceae. El género contiene cuatro especies nativas de las  Antillas.